# Jean-François Leleu
Pour les articles homonymes, voir Leleu.

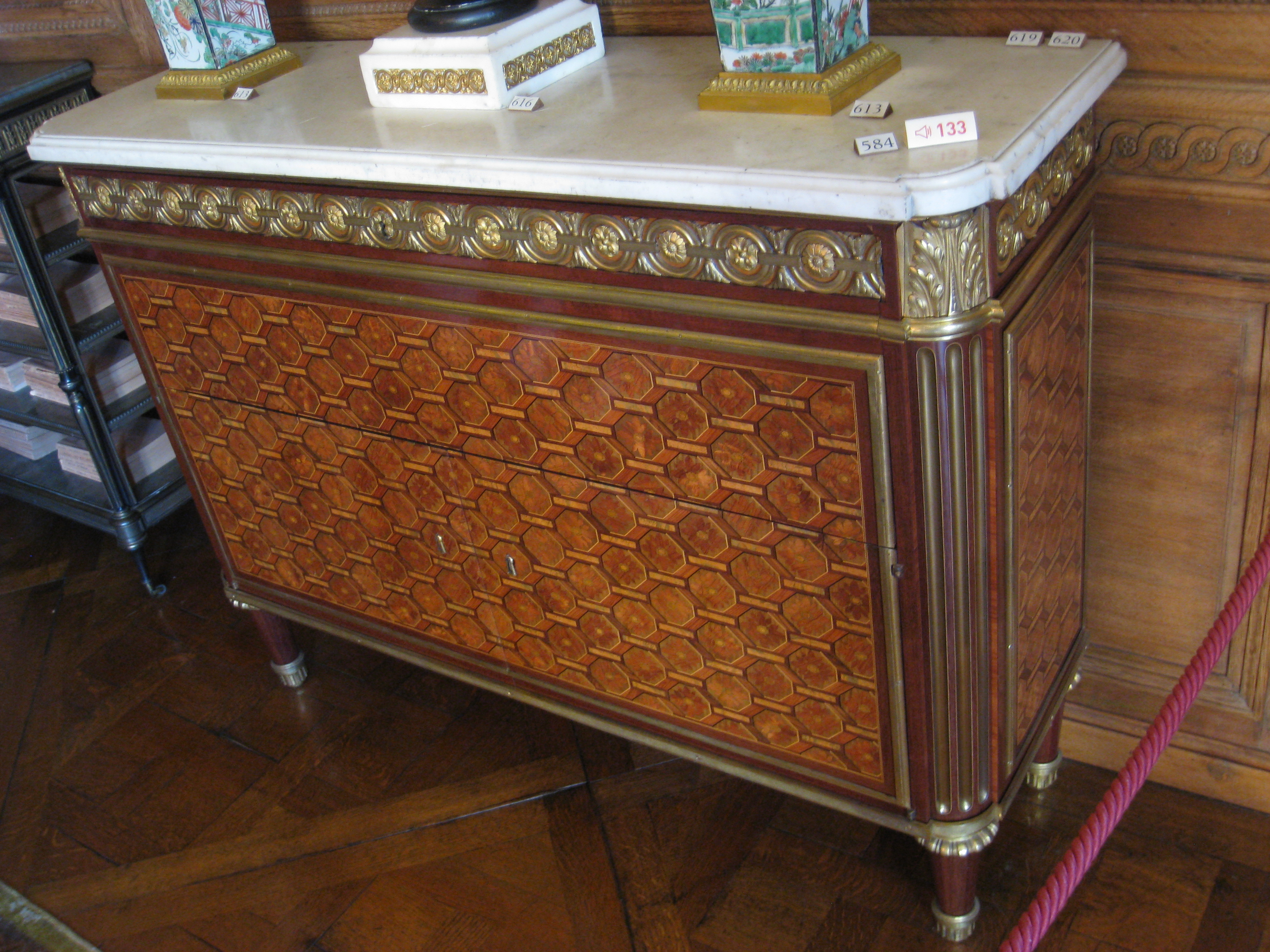
Secrétaire à abattant par J.-F. Leleu.

Jean-François Leleu, né en 1729 et mort le 3 septembre 1807 à Paris, est un ébéniste français.

## Biographie
Formé dans l’atelier de Jean-François Oeben, il fut reçu maître en 1764. Jean-François Leleu est l’un des meilleurs représentants du style Louis XVI et le principal rival de Jean-Henri Riesener. Ses marqueteries sont à losange, rosace ou bouquets de fleurs. Leleu a également employé des plaques de porcelaine de Sèvres et des panneaux de laque.
Il créa des meubles de grande qualité, élégants et sobres, surtout des commodes, des secrétaires, des bureaux plats et des buffets. Leleu fut employé par une riche clientèle dont le prince de Condé et la comtesse du Barry, pour qui il livre plusieurs meubles pour son appartement à Versailles à partir de 1769.